# Gustl Müller
Pour les articles homonymes, voir Müller.
Gustl Müller, né le 23 octobre 1903 à Bayrischzell et décédé le 20 septembre 1989 à Bayrischzell, a été un skieur de fond, sauteur à ski et un spécialiste du combiné nordique allemand.

## Résultat

### Jeux olympiques
Il a terminé 21e du combiné nordique aux Jeux olympiques de 1928.

### Championnats du monde de ski nordique
En 1926, il termine 16e du combiné nordique. En 1933, il termine 4e toujours dans le combiné nordique.

### Trophée Mezzalama
Il a terminé 3e aux deux premières éditions du Trophée Mezzalama. En 1933, il était avec Matthias Wörndle et Willy Bogner. En 1934, il faisait équipe avec Matthias Wörndle et Franz Fischer.

### Championnats d'Allemagne
- 1927:
  - 1er, Championnat d'Allemagne de combiné nordique, individuel[2]
  - 1er, Championnat d'Allemagne de ski de fond, relais, avec Viktor Schneider, Ernst Huber, Hans Bauer et Hans Theato[3]
- 1929: 1er, Championnat d'Allemagne de combiné nordique, individuel[2]
- 1930:
  - 1er, Championnat d'Allemagne de ski de fond, 50 km [3]
  - 1er, Championnat d'Allemagne de ski de fond, relais, avec Willi Leiner, Ernst Krebs, Georg Hagn et Martin Neuner[3]
- 1931:
  - 1er, Championnat d'Allemagne de combiné nordique, individuel[2]
  - 1er, Championnat d'Allemagne de ski de fond, relais, avec Willy Bogner, Ernst Krebs, Georg Hagn et Josef Ponn[3]
- 1932: 1er, Championnat d'Allemagne de ski de fond, relais, avec Willy Bogner, Ernst Krebs, Walter Motz et Hans Darchinger[3]